# Třída Formidable (2004)
Třída Formidable je třída fregat singapurského námořnictva. Skládá se ze šesti jednotek, zařazených do služby v letech 2007–2009. Jedná se o derivát francouzských fregat třídy La Fayette. Ve službě nahradily raketové čluny třídy Sea Wolf.

## Stavba
Kontrakt na stavbu šesti fregat byl zadán roku 2002. Francouzská loděnice DCNS v Lorientu přitom postavila pouze první jednotku Formidable (zařazena do služby v květnu 2007), zatímco pět dalších lodí postavila singapurská loděnice Singapore Technology Marine (STM) v Jurongu. Do služby byly přijaty v letech 2007–2009.
Jednotky třídy Formidalbe:
| Jméno               | Spuštěna          | Vstup do služby | Status  |
| ------------------- | ----------------- | --------------- | ------- |
| RSS Formidable (68) | 7. ledna 2004     | 5. května 2007  | aktivní |
| RSS Intrepid (69)   | 3. července 2004  | 5. února 2008   | aktivní |
| RSS Steadfast (70)  | 28. ledna 2005    | 5. února 2008   | aktivní |
| RSS Tenacious (71)  | 15. července 2005 | 5. února 2008   | aktivní |
| RSS Stalwart (72)   | 9. prosince 2005  | 16. ledna 2009  | aktivní |
| RSS Supreme (73)    | 9. května 2006    | 16. ledna 2009  | aktivní |

## Konstrukce

Supreme (73)

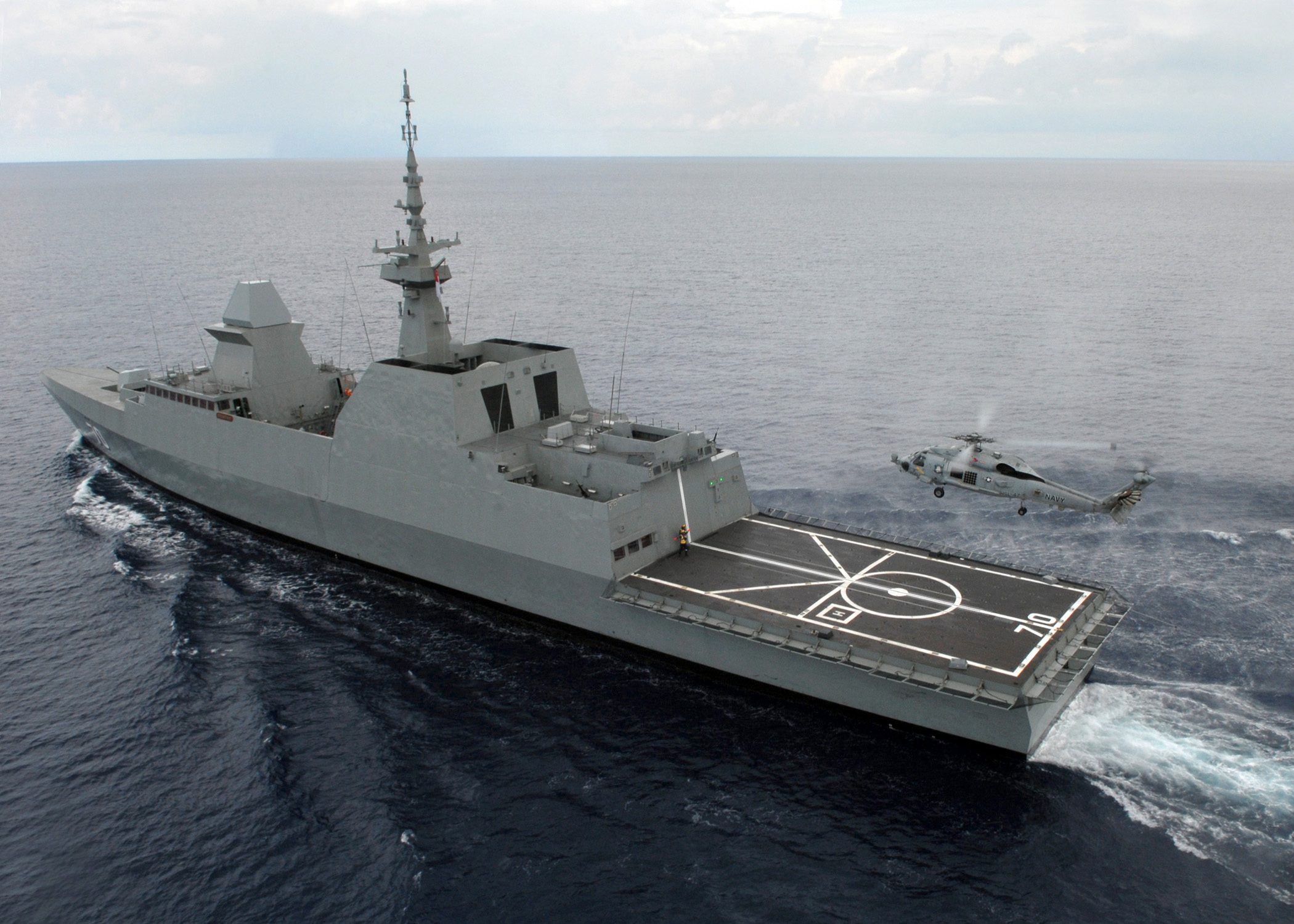
Steadfast (70)

V konstrukci fregat jsou využity stealth technologie, ať už v celkovém řešení tvaru trupu či použití barev pohlcujících radarové vlny. Díky vysoké míře automatizace potřebují jen 70 členů posádky a dalších 15 leteckého personálu.
V dělové věži na přídi je umístěn 76mm kanón OTO Melara Super Rapid o délce hlavně 62 ráží. Protilodní výzbroj představují dva čtyřnásobné kontejnery protilodních střel Boeing Harpoon s dosahem 130 km. K boji proti vzdušným cílům nesou před můstkem čtyři osminásobná vertikální vypouštěcí sila Sylver, ve kterých jsou umístěny řízené střely Aster 15. Střela Aster 15 je efektivní ve vzdálenostech od 1,7 do 30 km a do výšky 15 km. Může být použita i k obraně proti protilodním střelám. Protiponorkovou výzbroj tvoří dva tříhlavňové 324mm protiponorkové torpédomety. Na zádi je přistávací plošina a hangár pro jeden střední vrtulník Sikorsky S-70B Seahawk.
Pohonný systém je typu CODAD. Lodě mají čtyři dva diesely MTU 20V 8000 M90, každý o výkonu 9100 kW, pohánějící dva lodní šrouby. Maximální rychlost je 27 uzlů.

### Modernizace
Kontrakt na střednědobou modernizaci fregat třídy Formidable v roce 2023 získala společnost ST Engineering Marine. Dokončení modernizace první fregaty je plánováno na rok 2028. Jako náhrada protilodních střel Harpoon ve výzbroji fregat byl vybrán izraelský typ Blue Spear s dosahem 290 km.